# 아단 막 가브란
아단 막 가브란(고대 아일랜드어: Áedán mac Gabráin [ˈaiðaːn mak ˈɡavɾaːnʲ])은 574년경-609년경의 달 리어타 국왕이다. 달 리어타는 오늘날의 스코틀랜드 아가일 뷰트와 아일랜드 앤트림주, 즉 노스 해협 양안을 영토로 점유한 고대 연맹왕국이었다. 족보들에 따르면 아단 막 가브란은 가브란 막 도망가르트의 아들이다.
콜룸바 히엔시스와 동시대인이었으며, 아단 왕에 관한 기록은 콜룸바의 성인전들(아돔나누스 히엔시스의 「성자 콜룸바의 삶」 등)을 주요 사료로 삼을 수 있다.
아일랜드 편년사서들에는 아단이 에린섬, 브리튼섬 북부, 오크니 제도, 맨섬, 스코틀랜드 동해안 등에 군사원정을 벌인 기록들이 있다. 베다 베네라빌리스의 기록에 따르면, 아단은 베오르니체 왕 애설프리스와 데그사스탄 전투(603년)에서 크게 싸워 대패함으로써 몰락했다. 아단은 패전 이후 폐위되거나 스스로 퇴위한 것 같다. 얼마 지나지 않아 609년 4월 17일 사망했다.

## 사료
아단의 행적이 기록된 사료로는 베다 베네라빌리스의 『앵글인의 교회사』, 아일랜드 편년사서들 중 『울라 편년사』와 『티게르나크의 편년사』, 아돔나누스 히엔시스의 「성자 콜룸바의 삶」 등이 있다. 달 리어타의 족보서 겸 호구조사서인 『알바인의 역사』에는 아단의 조상들과 직계후손들이 기록되어 있다. 하지만 이 사료들 중 어느 것도 아단이 살던 6세기 당대의 것은 없다. 아돔나누스의 콜룸바 성인전은 7세기 말에 쓰였는데, 아이오나 수도원장 쿰메네우스 알부스가 먼저 쓴 성인전의 내용을 인용하고 있다. 쿰메네우스의 성인전이 쓰여진 시기는 이르게 잡으면 640년경으로 비정할 수 있다. 베다 베네라빌리스의 교회사서는 아돔나누스보다 30여년 뒤에 쓰여진 것이며, 아일랜드 편년사서들에서 이 시기를 다루는 내용 역시 7세기 중반 이후에 쓰여졌다.
1130년경에 작성된 롤린슨 B 502번 필사본에는 「오후의 아들 브란두브와 가브란의 아들 아단의 탄생」(고대 아일랜드어: Gein Branduib maic Echach ocus Aedáin maic Gabráin 겐 브란딥 막 에하크 오쿠스 아단 막 가브란)이라는 이야기가 보존되어 있다. 이 이야기에 따르면, 아단 막 가브란은 라긴 국왕 브란둡 막 에하크와 쌍둥이 형제로, 이 켄셀락 씨족에 속한다. 달 리어타의 가브란 왕도 라긴의 쌍둥이 왕자와 같은 날 쌍둥이 왕녀를 보았는데, 이 두 왕실은 아들과 딸을 한 명씩 바꾸기로 했다. 그래서 아단은 가브란의 아들("막 가브란")이 되었다. 「베르칸의 예언시」에서도 아단을 라긴 출신이라고 설명한다. 하지만 스코틀랜드의 역사학자 존 월터 맥도널드 배너먼은 이런 전통적 야사들이 아무 사실적 근거가 없다고 결론내린다.
지금은 실전되어 전하지 않는 아일랜드어 이야기 「가브란의 아들 아단의 모험」(고대 아일랜드어: Echtra Áedáin mac Gabráin 에크트러 아단 막 가브란)이 여러 사료들에서 언급되지만, 그 내용은 알 수 없다. 프랜시스 존 번은 「아단의 모험」이 11세기 에린의 지고왕 디어르마트 막 밀 너 므보가 스코트인의 왕 말 콜룸 3세 막 돈카다와의 외교를 돈독히 하기 위해 쓰게 한 것이라고 추측했다. 디어르마트 지고왕은 브란두브의 후손이고, 말 콜룸 3세는 아단 막 가브란의 후손을 자처했기 때문이다. 아단은 「카노 막 가르트난의 이야기」에도 등장하지만, 이 이야기에서 묘사되는 사건들은 7세기 중엽에 일어난 것으로 보인다. 또한 「몽간의 수태」에도 아단이 등장한다.
웨일스 쪽 사료에도 아단이 여러 번 등장하는데, 브리튼인이 아닌 사람으로서 웨일스 전통사서에 이렇게 자주 등장하는 것은 매우 드문 일이다. 웨일스어 사료들에서는 그를 아에단 브라다욱(웨일스어: Aedan Bradawc)이라고 부른다. "브라다욱"이라는 별명은 "기만자(The Treacherous)" 또는 "간교한 자(The Wily)"라는 뜻이다. 달 리어타와 인접한 브리튼계 왕국 알트클리트 국왕 러데르흐 1세 하엘과의 동맹을 파기한 일 때문에 이런 별명을 얻은 것 같다. 러데르흐 1세와 아단 사이의 원한은 프러데인섬의 삼제시를 비롯해 여러 곳에서 확인된다. 한편 삼제시에서는 아단의 군대가 "프러데인 섬의 3대 군세" 중 하나로서 "주군의 명령에 따라 바다로 나갔다"고 하는데, 이것은 사료가 실전되어 전하지 않는 아단의 해외 원정에 관한 이야기일 수 있으며, 만약 그렇다면 그 원정 대상은 오크니 제도 또는 맨섬이었을 것이다. 또한 웨일스어 사료들에서는 아단이 브리튼계 혈통을 가지고 있다고 주장한다. 「북방인의 가계」에서는 아단이 6세기 초 알트클리트 국왕이었던 더픈왈 1세 헨의 후손이라고 한다. 다만 이 족보는 "가우란(웨일스어: Gauran)"이 아단의 아버지가 아닌 아들로 기록되어 있는 등 다소 혼란스럽다. 컴브로라틴어 사료 De Situ Brecheniauc와 Cognacio Brychan에서는 아단의 어머니가 웨일스 소왕국 중 하나인 브러헤이니옥 왕 브러한의 딸 루안(Luan)이라고 한다. 이런 족보서들은 서로 내용도 맞지 않고 신뢰성도 의심스럽지만, 하나같이 아단이 브리튼계와 밀접한 관련이 있다고 주장하는 점에서 특기할 만 하다.

## 당대 상황
달 리어타는 여러 소왕국들로 이루어진 연맹왕국이었다. 아단은 달 리어타의 지고왕으로서 이런 소왕들을 거느렸다. 아단이 왕 노릇을 하던 6세기에 관한 기록은 남은 것이 없으나, 『알바인의 역사』에는 7세기에서 8세기 사이 달 리어타의 행정구역이 전해지고 있다. 이에 따르면 7세기에 달 리어타는 3개의 소왕국으로 나뉘었고, 각 소왕국은 건국자의 이름으로 불렸다. 우선 케넬 느가브란(Cenél nGabráin)은 아단의 아버지 가브란 막 도망가르트의 이름이 붙었으며, 킨타이어반도, 코월반도, 뷰트섬을 다스렸다. 두 번째로 케넬 로아른(Cenél Loairn)은 로아른 막 에르크의 이름이 붙었고 아가일 북부를 다스렸다. 마지막으로 케넬 농구사(Cenél nÓengusa)는 페르구스 모르의 동생 옹구스 모르 막 에르크(Óengus Mór mac Eirc)의 이름이 붙었고 아일레이섬을 다스렸다. 이 세 소왕국 밑에 또 부족 단위의 구역들이 있었으며 그것들이 『알바인의 역사』에 기록되어 있다. 한편 해협 건너 아일랜드섬 쪽의 사정은 이에 비해 기록이 부실하다.
바깥을 보자면 게일인이 사는 달 리어타의 이웃나라는 픽트인이 사는 픽트랜드, 그리고 브리튼인이 사는 헨 오글레드였다. 헨 오글레드는 오늘날의 북잉글랜드와 저지 스코틀랜드의 전신이 되는 지역이다. 헨 오글레드에서 가장 강력한 브리튼계 국가는 알트클리트였다. 아단의 생애 말엽에는 앵글로색슨인 국가인 베오르니체가 브리튼섬 북부에서 가장 강대한 세력이 되었다.
아일랜드섬에서는 달 리어타가 울라의 일부 지역을 다스렸다. 달 리어타의 울라 지역을 다스린 것은 달 피어타크 씨족의 바탄 막 카릴이었다. 또한 울라 지역에는 달 리어타에 복속되지 않은 크루힌 부족이 통일되지 않은 채 살았는데, 이들 부족이 달 나라디 씨족의 전신이 된다. 아단 막 가브란의 시대의 크루힌 왕들 중 가장 중요한 인물로는 피어크네 막 바탄이 있다. 울라 지역을 벗어나면 이 넬 씨족의 여러 왕국들과 그 봉신국들, 동맹국들이 있었고, 이들 남쪽 국가들은 대개 달 리어타의 울라에 적대적이었다. 이 넬 왕들 중 아단의 시대에 가장 중요했던 왕으로는 북 이 넬의 케넬 코날 씨족에 속하는 아드 막 안미레크가 있다. 아드 막 안미레크는 성자 콜룸바와 종형제지간이었다.

## 치세
상술한 모든 사료들에서 아단 막 가브란은 가브란 막 도망가르트의 아들로 기록된다. 아돔나누스에 따르면 아단에게는 오가난(Eoganán)이라는 형제가 있었고 오가난은 597년경에 죽었다. 『알바인의 역사』에는 가브란의 다른 아들 세 명의 이름이 더 거론되는데, 킬다크(Cuildach), 돔날(Domnall), 도망가르트(Domangart)라고 한다. 킬다크와 도망가르트에 관해서는 아무것도 알려진 바 없다. 아돔나누스가 "돔날의 아들 코날의 아들 이오안(Ioan)"이 "케넬 느가브란의 왕통에 속한다"고 기록한 바 있으나, 현재 이것은 그저 이오안이 케넬 느가브란 씨족에 속한다는 뜻으로만 해석될 뿐, 이오안의 할아버지 돔날이 아단의 남동생 돔날과 동일인이라고 생각되지는 않는다.
574년 숙부 코날 막 콤갈이 죽고 아단이 왕위를 계승했을 때 그의 나이는 40여 세였다. 아단의 왕위계승은 순탄치 않았고 여러 도전자가 있었던 것으로 보인다. 아돔나누스는 성자 콜룸바는 아단의 동생 오가난(Eoganán)을 지지했었다고 기록했다. 아돔나누스는 아단이 콜룸바에게 왕으로 서품받았다고 주장했는데, 이것이 사실이라면 브리튼섬과 아일랜드섬을 통틀어 가장 최초의 대관식 사례로 꼽힐 것이다.
『울라 편년사』와 『티게르나크의 편년사』는 전 왕 코날이 죽은 574년 이후 킨타이어반도에서 전투가 있었다고 기록한다. 이 전투를 텔로크(Teloch) 전투 또는 델구(Delgu) 전투라고 한다. 전투가 벌어진 정확한 장소는 알려져 있지 않다. 아일랜드 편년사서들은 “콤갈의 아들 코날의 아들 둔카드를 비롯한 가브란의 아들들의 여러 동맹자들이 쓰러졌다”고 같은 내용을 전하고 있다. 『울라 편년사』 575년 기사에는 리머배디 근교의 물라(Mullagh)고지에서 "드림케트(Druim Cett) 대회의"가 열렸고, 여기에 아드 막 안미레크와 콜룸바가 참석했다고 기록하고 있다. 아돔나누스는 이 회의에 아단도 참석했다고 기록한다. 회의의 주제는 다 알려져 있지 않지만, 아단의 달 리어타 왕국의 처우에 관한 문제가 거론되어 합의가 이루어졌다. 아단과 아드는 이 넬 왕조가 달 리어타의 함대를 동원하는 대가로 달 리어타는 이 넬에 다른 공물을 바치지 않아도 되며, 병사들의 경우 울라 지역에서만 징병해 제공한다는 것에 동의했다.
이 합의가 이루어진 것은 당시 바탄 막 카릴이 아단과 아드에게 모두 위협이 되었기 때문으로 생각된다. 바탄은 오늘날의 앤트림주 아일랜드매기반도로 달 리어타 국왕을 불러다가 자신에게 경의를 표하라고 치욕을 주었는데, 아단이 바로 그 문제의 달 리어타 국왕으로 생각된다. 또한 울라 쪽 사료에는 바탄이 스코틀랜드에서 공물을 뜯었다는 언급도 있다. 581년 바탄이 죽으면서 울라인들은 바탄의 시대에 점령했던 맨섬을 버리고 떠났다. 어쩌면 아단이 쫓아낸 것일 수도 있다. 아단이 583년경 맨섬에서 싸웠다는 기록이 있다. 그보다 조금 전인 580년경, 아단은 오크니 제도를 공격했다. 당시 오크니는 픽트인의 왕 브리데 1세의 신하국이었다.
아단의 맨섬 원정은 아돔나누스가 언급한 "미어히(Miathi)"와의 전투와 혼동되는 경우가 있다. 미어히는 포스강 유역의 부족연맹체인 마이아타이를 말하는 것으로 보인다. 이 원정은 성공했으나 아단의 아들 아르투르(Artúr)와 오하드 핀드(Eochaid Find)가 작전 중 사망했다고 아돔나누스는 전한다. 이 전투는 590년경에 있었으며 레흐레드(Leithreid) 또는 레흐리그(Leithrig) 전투라고 기록되었다.
「베르칸의 예언시」에서는 아단이 픽트인과 싸우리라는 내용이 있다. 아단과 픽트인 사이의 유일한 기록된 전투는 599년 또는 그 이후에 키르킨(Circinn)에서 벌어졌던 것으로 보이며, 이 전투에서 아단이 패배했다. 편년사서들은 이 전투에서 아단의 아들들도 죽었다고 언급하고 있다. 이 기록이 584년경 키르킨에서 벌어진 아스레흐(Asreth) 전투와 혼동된 것이라는 설이 있다. 아스레흐 전투에서는 픽트인의 왕 브리데 1세가 죽었으며, 픽트인들 사이의 내전이었다고 한다.
웨일스 쪽 전통사서들에서는 아단과 알트클리트 국왕 러데르흐 1세 하엘 사이에 전쟁이 벌어졌다고 기록하고 있다. 잉글랜드 문헌학자 헥터 문로 채드윅은 아단이 원래 러데르흐 1세 및 그 전의 알트클리트 국왕들과 오랫동안 동맹을 맺고 있었다가, 러데르흐 1세의 대에 와서 동맹이 깨지고 전쟁으로 비화되었다는 설을 제안했고 후대 역사학자들도 이 해석을 따르고 있다. 아돔나누스는 러데르흐가 루이그베(Luigbe)라는 수도사를 아이오나섬에 보내 콜룸바에게 “그의 적들과 함께 도륙될 것인지 말 것인지 알기 위한” 대화를 나누었다고 기록했다. 프러데인섬의 삼제시에서는 아단의 알트클리트 약탈이 브리튼섬의 “3대 무분별한 약탈”이었다고 한다. 또한 「젊은이들을 지휘함」(Peiryan Vaban)이라는 시에서도 아단과 러데르흐 사이의 전투를 노래하고 있다. 지금은 실전된 아일랜드어 서사시 Orgain Sratha Cluada는 보통 870년 바이킹이 알트클리트를 공격한 것을 노래한 작품이었을 것으로 생각되고 있지만, 앨런 맥쿼리는 이것이 아단의 러데르흐 공격을 노래한 것이라는 설을 제기한다.

## 몰락
아단은 603년 데그사스탄 전투에서 베오르니체 왕국에게 패배하여 몰락했다고 하는데, 데그사스탄이 베오르니체와 달 리어타 사이의 첫 분쟁은 아니었던 것으로 보인다. 아돔나누스의 기록에 아단의 아들 도망가르트가 색슨인의 땅에서 죽었다는 언급이 있고, 브란 역시 기록되지 않은 다른 전투에서 죽은 것으로 추측된다.
베다 베네라빌리스는 아단이 애설프리스의 성장을 위험시한 것이 분쟁의 근원이라고 언급했다. 데그사스탄 전투가 벌어진 곳이 정확히 어디인지는 알 수 없지만 베다는 노섬브리아 땅에 전장이 있었을 것이라 보았다. 전투는 애설프리스의 결정적 승리로 끝났고, 베다는 “그 때로부터 오늘날에 이르기까지 브리튼섬의 어떤 아일랜드계 왕도 앵글인에게 감히 싸움을 걸지 못했다”고 조심스럽게 덧붙였다. 전투에는 승리했지만 애설프레드 역시 상당한 손실을 입었는데, 베다의 기록에 따르면 애설프레드의 동생 테오발드(Theodbald)와 그 무리가 전멸했다고 한다. 테오발드는 아일랜드 쪽 문헌들에서는 안프리흐(Eanfrith)라고 불리며, 케넬 노간의 말 우마 막 바탄이 그를 죽였다고 한다. 말 우마 막 바탄은 바탄 막 니네도의 아들이다. 「몽간의 수태」에서는 울라 국왕 피어크너 막 바탄이 군대를 이끌고 아단을 도와 색슨인과 싸웠다고 하는데, 어쩌면 그도 데그사스탄에 참전한 것일 가능성이 있다. 『앵글로색슨 연대기』에서는 베오르니체의 전 국왕 후사의 아들 헤링 왕자가 이 싸움터에서 아단의 편에 서 싸웠다고 한다. 헤링은 왕위계승에서 애설프리스에게 패배하고 달 리어타에 망명한 상태였다.
데그사스탄에서 대패하고 609년 4월 17일 죽을 때까지 그 사이 6년간 아단의 행적은 전혀 기록된 바가 없다. 아단의 사망일자는 800년경 기록인 『탈라그트의 순교록』에 나온다. 『티게르나크의 편년사』에서는 아단이 향년 74세로 죽었다고 한다. 「베르칸의 예언시」에서는 그가 킨타이어반도에서 죽을 것이며 “죽을 때는 왕이 아니리라”고 했다. 12세기에 쓰인 『성 라스렌의 행적』에서는 아단이 왕위에서 쫓겨났다고 하며, 14세기 사람인 존 포르둔은 아단이 킨타이어반도 킬케란에 묻혔다고 썼다.

## 가계
아단의 왕위는 그 아들 오하드 비더 막 아단이 계승했다. 아돔나누스는 콜룸바가 오하드의 형들이 부왕을 계승할 것이라 예측했었다고 기록했다. 『알바인의 역사』에 기록되어 있는 아단의 다른 아들들의 이름은 오하드 핀드(Eochaid Find), 투어헐(Tuathal), 브란(Bran), 바헤너(Baithéne), 코낭(Conaing), 가르트나트(Gartnait)다. 또 아돔나누스는 아르투르(Artúr)와 도망가르트(Domangart)라는 아들들도 있었다고 기록했는데, 『알바인의 역사』에는 아르투르는 코낭의 아들로 아단의 손자로 올라가 있고 도망가르트는 아예 보이지 않는다. 도망가르트 역시 아르투르와 마찬가지로 아단의 아들이 아닌 손자였을 수도 있으며, 그렇다면 아버지는 코낭일 가능성이 크다. 케넬 느가브란의 왕통은 오하드 비더를 통해 그 아들 돔날 브레크 막 에크다크로 계승되었으나, 코낭의 후손들이 7세기에서 8세기에 이르기까지 계속 왕위에 도전했다.
아단의 아들 가르트나트가 픽트인의 왕 가르트나트 2세(601년경 사망)와 동일인이라는 설이 있다. 하지만 이것은 픽트인이 모계제였으리라는 추측에 의존한 것이기 때문에 비판받는다. 가르트나트 2세의 다음 왕 네크탄 2세가 가르트나트의 손자이며 따라서 아단의 증손자라는 설도 있지만 이것은 더욱 설득력이 떨어진다.
아단의 딸들에 관해서는 아들들에 비해 알려진 것이 적다. 게머(Gemma)라고도 하는 마흐겜(Maithgemm)이 달 피어타크의 카렐(Cairell)과 결혼했다는 기록이 있다. 아단은 아내를 여럿 두었는데 그 중 이름이 기록된 사람은 없다. 다만 한 명은 브리튼인이었고 다른 한 명은 픽트인이었다고 하는데, 위 설에 따라 가르트나트 2세가 아단의 아들이 맞다면 픽트인 왕비의 이름은 도멜크(Domelch)가 된다.

## 참고 자료
- Adomnán (1995),  Sharpe, Richard, 편집., Life of St Columba, London: Penguin, ISBN 0-14-044462-9
- Anderson, Alan Orr (1990), Early Sources of Scottish History A.D 500–1286 I 2판, Stamford: Paul Watkins, ISBN 1-871615-03-8
- Anderson, M. O. (1980), Kings and Kingship in Early Scotland 2판, Edinburgh: Scottish Academic Press, ISBN 0-7011-1604-8
- Bannerman, John (1974), Studies in the History of Dalriada, Edinburgh: Scottish Academic Press, ISBN 0-7011-2040-1
- Bede (1990),  Farmer, D. H.; Sherley-Price, Leo, 편집., Ecclesiastical History of the English People, London: Penguin, ISBN 0-14-044565-X
- Bromwich, Rachel (2006), Trioedd Ynys Prydein: The Triads of the Island of Britain, University of Wales Press, ISBN 0-7083-1386-8
- Broun, Dauvit (2001), “Aedán mac Gabráin”,   Lynch, Michael, The Oxford Companion to Scottish History, Oxford: Oxford University Press, ISBN 0-19-211696-7
- Byrne, Francis John (2005), “Ireland and her neighbours, c.1014–c.1072”,   Ó Cróinín, Dáibhí, Prehistoric and Early Ireland, A New History of Ireland I, Oxford: Oxford University Press, 862–898쪽, ISBN 0-19-922665-2
- Byrne, Francis John (1973), Irish Kings and High-Kings, London: Batsford, ISBN 0-7134-5882-8
- Charles-Edwards, T. M. (2000), Early Christian Ireland, Cambridge: Cambridge University Press, ISBN 0-521-36395-0
- Fraser, James E. (2009), From Caledonia to Pictland: Scotland to 795, The New Edinburgh History of Scotland 1, Edinburgh: Edinburgh University Press, ISBN 978-0-7486-1232-1
- Jones, Bedwyr L. (1990), “Gwriad's Heritage: Links Between Wales and the Isle of Man in the Early Middle Ages”, Transactions of the Honourable Society of Cymmrodorion: 29–44, ISSN 0959-3632
- Ó Cróinín, Dáibhí (1995), Early Medieval Ireland: 400–1200, London: Longman, ISBN 0-582-01565-0
- Ó Cróinín, Dáibhí (2005), “Ireland 400–800”,   Ó Cróinín, Dáibhí, Prehistoric and Early Ireland, A New History of Ireland I, Oxford: Oxford University Press, 182–234쪽, ISBN 0-19-922665-2
- Kirby, D. P. (1991), The Earliest English Kings, London: Unwin, ISBN 0-04-445692-1
- MacQuarrie, Alan (1997), The Saints of Scotland: Essays in Scottish Church History AD 450–1093, Edinburgh: John Donald, ISBN 0-85976-446-X
- Smyth, Alfred P. (1984), Warlords and Holy Men: Scotland AD 80–1000, Edinburgh: Edinburgh UP, ISBN 0-7486-0100-7
- Woolf, Alex (1998), “Pictish matriliny reconsidered”, The Innes Review 49 (2): 147–167, doi:10.3366/inr.1998.49.2.147, ISSN 0020-157X
- Yorke, Barbara (2006), The Conversion of Britain: Religion, Politics and Society in Britain, c.600–800, London: Longman, ISBN 0-582-77292-3